# Hermandad de la Paloma (Málaga)
La Hermandad de la Puente y la Paloma, cuya denominación oficial es Real, Muy Ilustre, Venerable y Antigua Hermandad y Cofradía de Nazarenos de Nuestro Padre Jesús de la Puente del Cedrón y María Santísima de la Paloma, es una hermandad de Málaga, miembro de la Agrupación de Cofradías, que participa en la Semana Santa malagueña.

## Historia

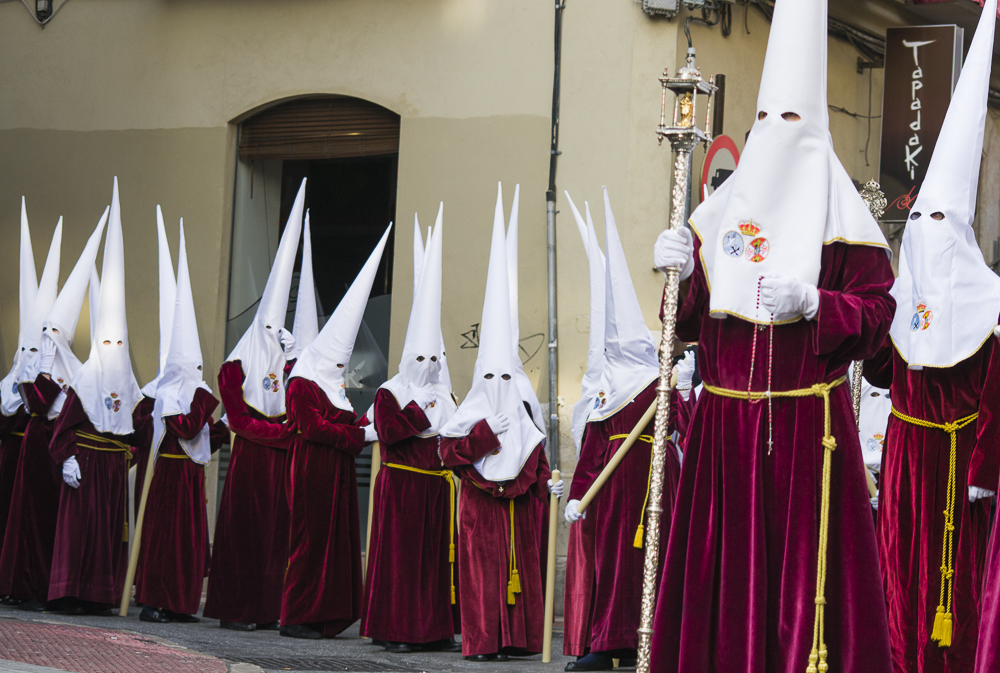
Nazarenos de la sección del Cristo

La hermandad ya existía en los primeros años del siglo XVII, como dependiente de la Cofradía del Santo Cristo de la Columna; en 1643 es cuando se independizó de la misma y se redactan los primeros estatutos, siendo firmados el 26 de diciembre de 1655, ante el escribano público Juan Hidalgo (conservados en el Archivo Histórico Provincial). En 1675 se redactan las nuevas constituciones aprobadas por el obispado regido por Fray Alonso de Santo Tomás. El primer Hermano Mayor era un caballero de la Orden de Calatrava, militar y poeta nacido en Málaga. Por estas constituciones, que obran aún en poder de la Hermandad, sabemos que procesionaba en la tarde del Jueves Santo y hacía estación de penitencia en la Catedral hasta finales del XIX. En 1868 por Despacho de la Reina Isabel II, recibe el Título de Real. En 1909 incorpora una imagen de la virgen denominada de los Dolores que cambia en 1925, por otra bajo la advocación de María Santísima de la Paloma. Tras los desastres de 1931 vuelve a salir a la calle en 1940.

## Iconografía
Esta cofradía era, hasta hace poco, la única en el mundo que poseía la advocación del Señor de la Puente del Cedrón, misterio que representa el momento en que Jesús, cautivo y maniatado, cruza el torrente Cedrón camino del Calvario. La imagen del Señor va acompañada por un romano y un sayón, el popular 'Verruguita'; la Virgen cumple los cánones de una dolorosa.

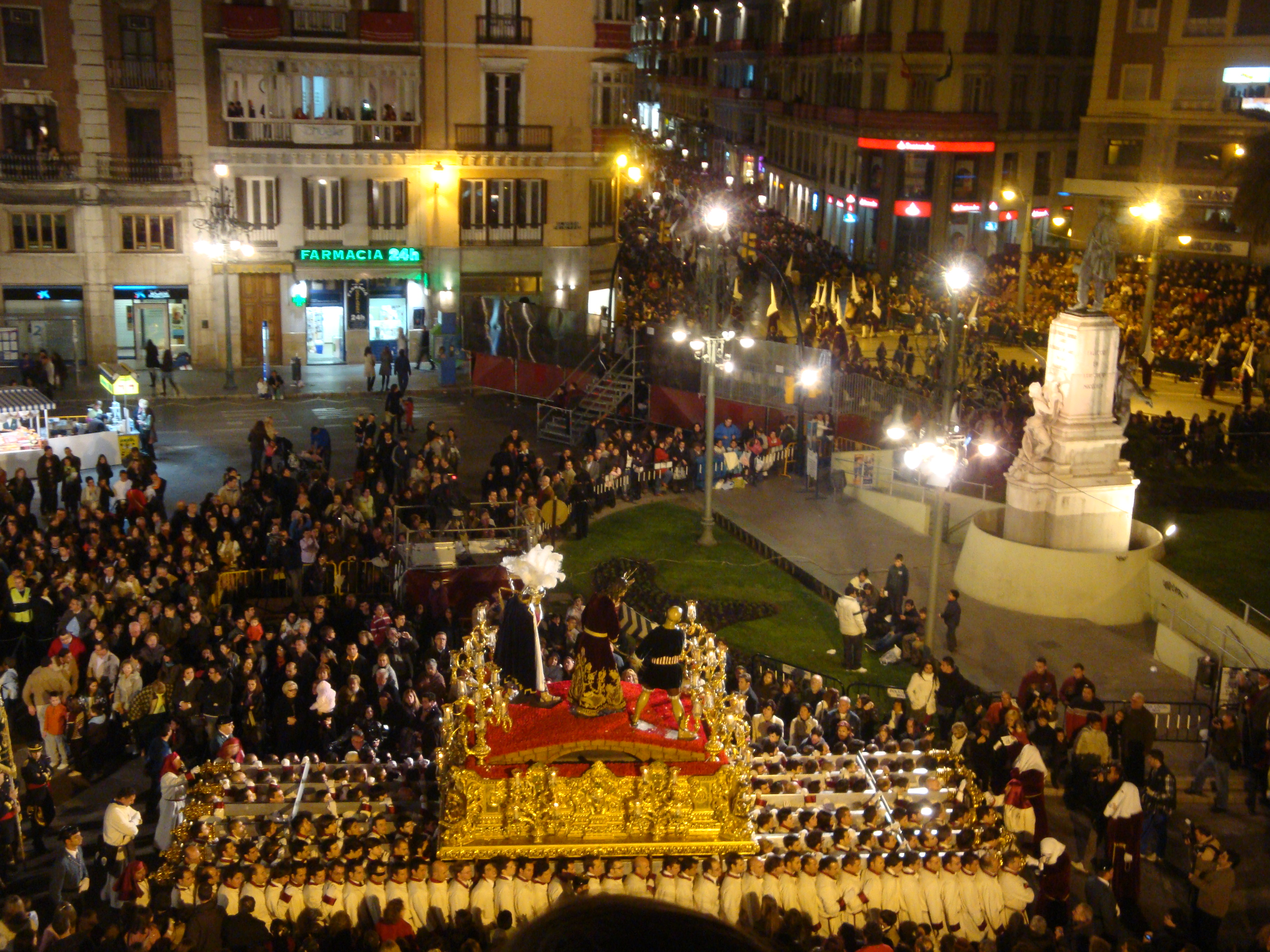
Jesús de la Puente del Cedrón en la Rotonda del Marquéz de Larios.

## Imágenes
- Nuestro Padre Jesús de la Puente del Cedrón es obra de Juan Manuel Miñarro López (1989)
- María Santísima de la Paloma obra de Luis Álvarez Duarte de 1970, restaurada por el mismo en 2008.

## Tronos
- Trono del Cristo de Guzmán Bejerano (1978).
- Trono de la Virgen es de madera tallada y dorada por los Hermanos Caballero Farfán (2018). Cuenta con imaginería de Juan Vega Ortega, orfebrería de Obrador Montenegro y pintura de Raúl Berzosa.[3] Manto bordado en oro sobre terciopelo azul de las Adoratrices (1958), restaurado por Manuel Mendoza (2002).

## Marchas dedicadas
Banda de Música:
- Malagueña (Virgen de la Paloma), Rafael Hernández Moreno (1982)
- Señor de la Puente, Rafael Hernández Moreno (s/f)
- Virgen de la Paloma, Luís Domínguez Domínguez (2005)
- Paloma Malacitana, Manuel Bonilla Casado (2010)
- Pasa La Virgen de La Paloma, Jacinto Manuel Rojas Guisado (2014)
- La Virgen de la Paloma, José Alberto Mancera Pérez (2018)
- Paloma, Reina del Cielo, Erik Luque Vega (2017)
- La Virgen de la Paloma, Cristóbal López Gándara (2020)

Cornetas y Tambores:
- Virgen de la Paloma, Alberto Escámez (1923)
- Cruzando la puente, Alberto Zumaquero (2006)
- Jesús de la Puente, José Daniel Vela (2015)
- Camino de tu condena, Fernando Cañestro (2017)

## Recorrido Oficial
| Predecesor: El Rico | Orden de entrada en el Recorrido Oficial (Miércoles Santo) 6ºlugar | Sucesor: Expiración |